# Гбереду-Баранама
Гбереду-Баранама (на френски: Gbérédou-Baranama) е град и община в източна Гвинея, регион Канкан, префектура Канкан. Населението на общината през 2014 година е 17 448 души.